# Longjumeau
Longjumeau és un municipi francès, situat al departament d'Essonne i a la regió de l'Illa de França situat a la vora del riu Ivette tributari de l'Orge.
Forma part del cantó de Longjumeau i del districte de Palaiseau. I des del 2016 de la Comunitat d'aglomeració París-Saclay.
Aquesta vila era famosa fins a la fi del seu ús, per la fabricació de moles de molí. Manufactures de pell adobada i alcohols; comerç de cavalls, aus i mantega. Té indústries farmacèutiques i cosmètiques.

## Tractat de Longjumeau
Tractat de pau signat el 23 de març de 1568 tancava una de les fases de les Guerres de religió a França i fou confirmat el mateix dia per l'edicte de París. Aquesta pau, anomenada també petita pau o pau fingida, no fou sinó una treva que durà sis mesos, doncs la guerra continuà el setembre del mateix any.

## Llocs d'interés

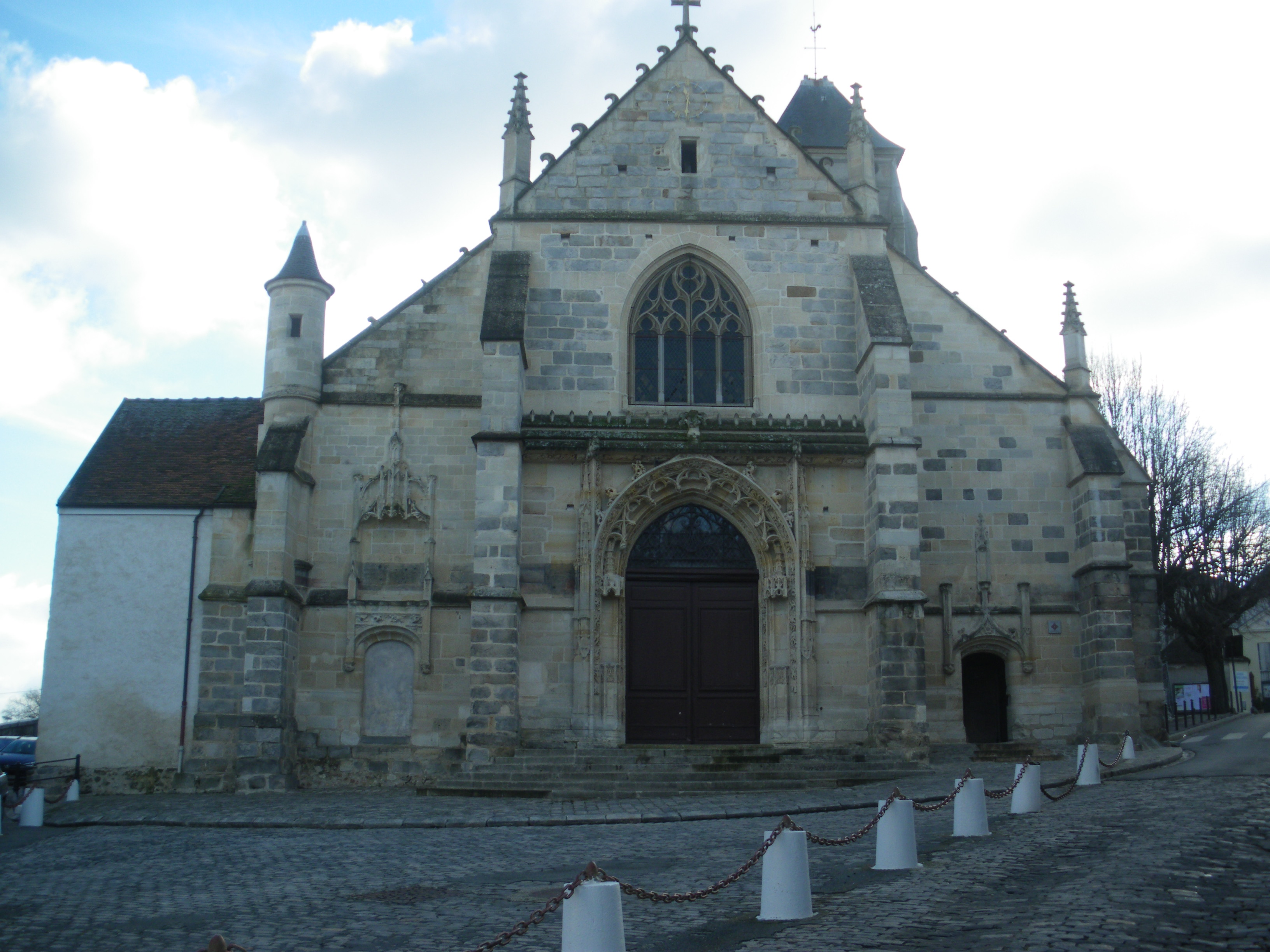
Església de Longjumeau

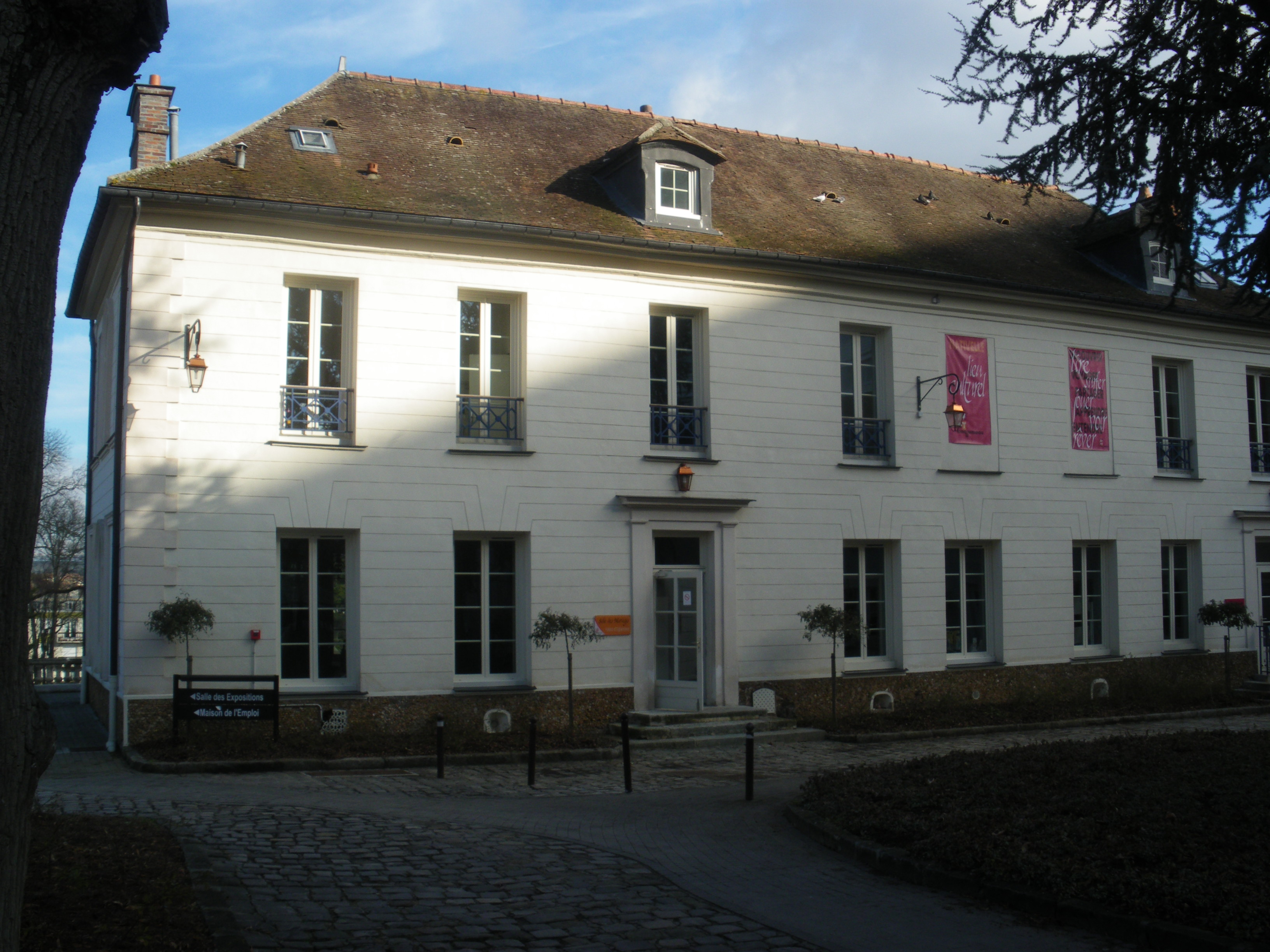
Castell Nativelle

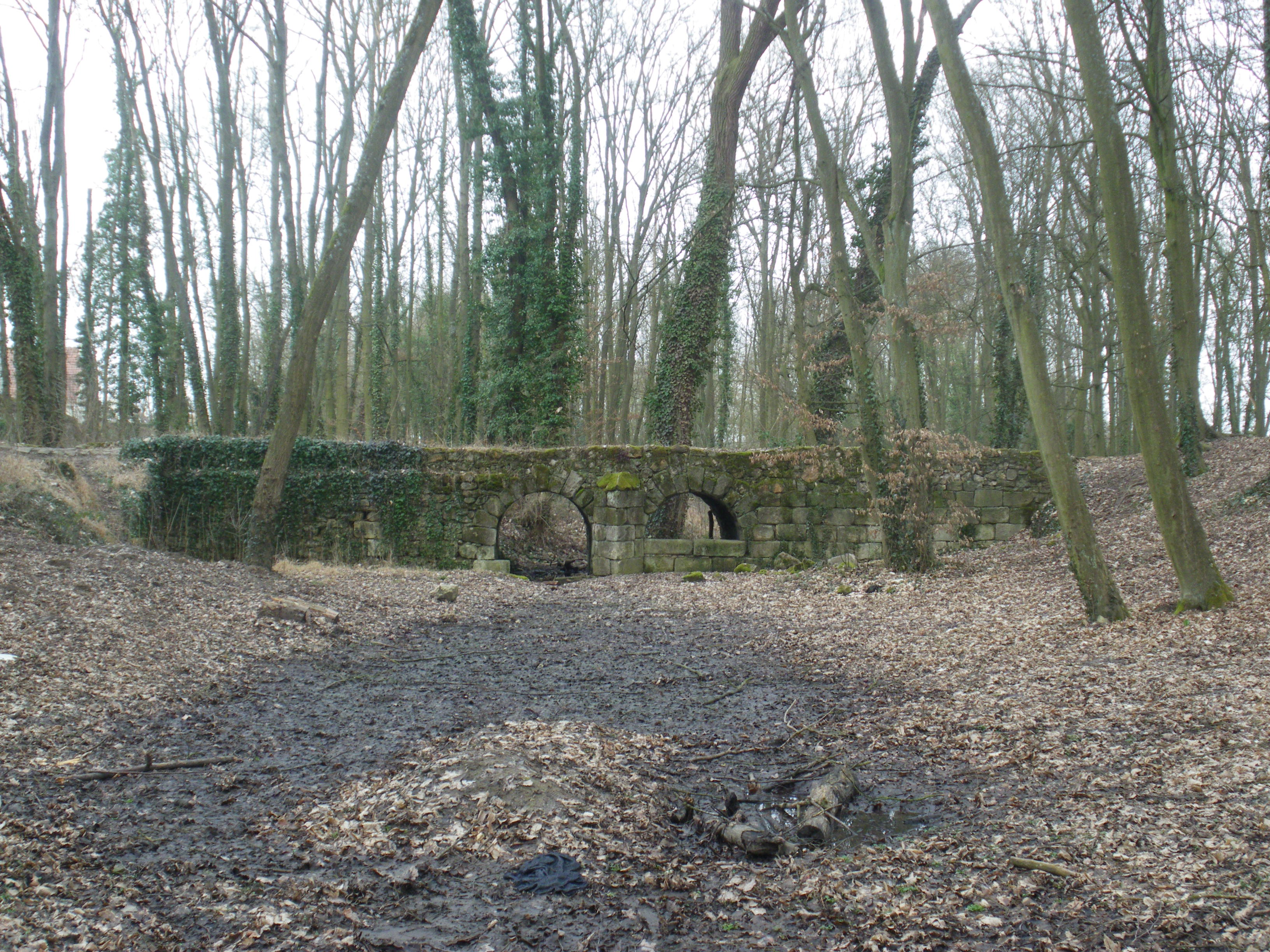
Pont dels Templers

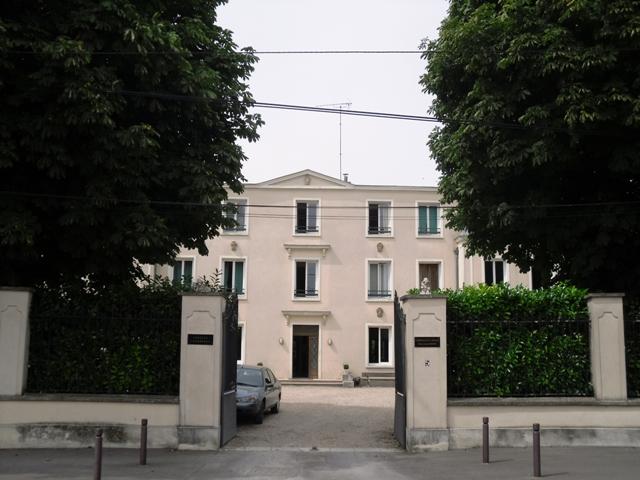
Castell de Chambourg

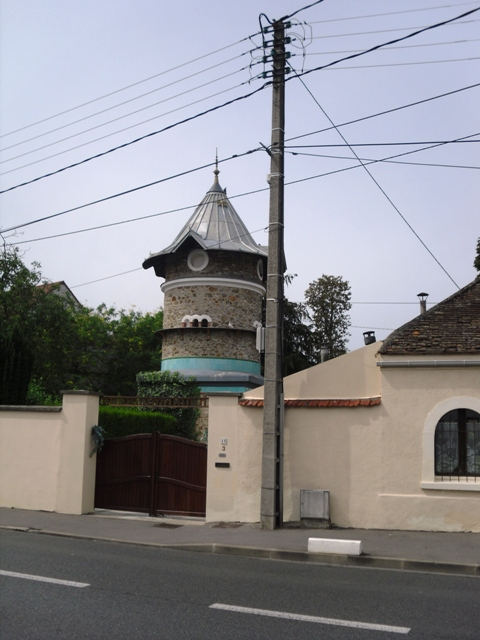
Detall de Chambourg

- Església del segle xiii al xv
- Castell del segle xix